# 日本薬剤師会
公益社団法人日本薬剤師会（にほんやくざいしかい、英: Japan Pharmaceutical Association）は、薬剤師会の全国団体。都道府県市町村の薬剤師会に加入する薬剤師によって構成される職能団体である。1893年（明治26年）に正親町実正などによって設立された。1909年に社団法人、2012年に公益社団法人となる。
会員数はおよそ97,000人。現在の会長は26代目で、2024年より岩月進が務めている。
日本医師会・日本歯科医師会・日本薬剤師会を合わせて『三師会』と呼ばれている。

## 事業
薬に関する啓蒙、啓発活動や薬剤師の利益を守るための社会的活動などを行っている。武見太郎が全盛の頃は、日本歯科医師会と同じく武見太郎の支配下にあったといってもよい。傘下に各地方薬剤師会がある。

### 日本薬剤師会学術大会
1968年より薬剤師が保険調剤はもとより、在宅医療や介護に関わる業務、また病院での病棟活動業務、OTC販売や簡易な臨床検査などを通じての地域医療に携わる業務、公衆衛生の分野での学校薬剤師活動、薬物乱用防止啓発やスポーツファーマシストとしての活動、災害時の活動など薬剤師に関する話題について学術的な発表を行う日本薬剤師会学術大会を開催している。

### 検査活動
各地方薬剤師会の傘下に薬剤師会検査センターや衛生試験場が存在する事がある。これは薬剤師法第一条の「薬剤師は、調剤、医薬品の供給その他薬事衛生をつかさどることによつて、公衆衛生の向上及び増進に寄与し、もつて国民の健康な生活を確保するものとする。」という条文にもあるように薬剤師職能・薬剤師会活動の一翼である、公害防止や環境保全を推進する検査活動を担うものである。
行われている検査は各検査センターの立地する地域特性にもよるが代表的なものとして以下のような検査や試験を行っている。

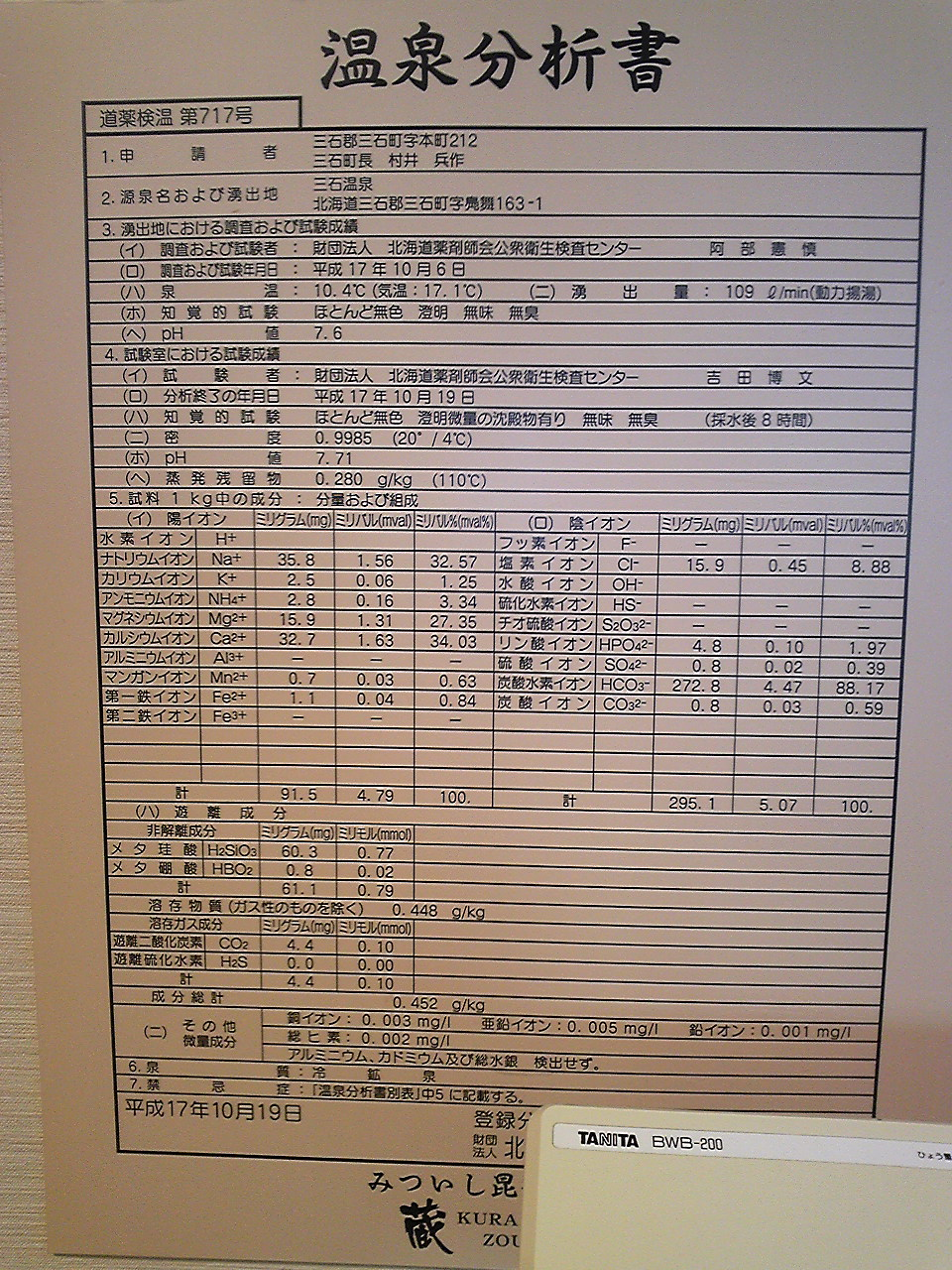
薬剤師会の分析検査の例：蔵三温泉成分表

- 飲み水の検査　一般飲用井戸水、営業用の水など
- 浴用水・プール水検査
- 医薬品関連検査　化粧品・医療用具・医薬品・部外品
- 農薬に関する検査　ゴルフ場農薬、テトラピオン
- 事業所排水検査
- 肥料成分検査
- 温泉分析　成分分析・温泉分析書発行・可燃性ガス濃度測定・飲泉検査など
- PCB含有検査　環境ホルモンに関する検査
- 簡易専用水道検査
- 放射能検査

薬剤師会検査センターは上のような検査を行うための許可や登録、承認をとっている。検査センターによってはその地域で唯一のその分野での検査機関である場合もある。

## 歴代会長
1. 正親町実正（1893年 - 1899年）
2. 下山順一郎（1899年 - 1907年）
3. 福原有信（1907年 - 1909年）
4. 下山順一郎（1909年 - 1912年）
5. 丹波敬三（1912年 - 1914年）
6. 丹羽藤吉郎（1914年 - 1926年）
7. 丹羽藤吉郎（1926年 - 1927年）
8. 池口慶三（1927年 - 1928年）
9. 丹羽藤吉郎（1929年 - 1930年）
10. 高橋三郎（1930年 - 1931年）
11. 河合亀太郎（1932年 - 1943年）
12. 近藤平三郎（1943年 - 1946年）
13. 慶松勝左衛門（1947年 - 1948年）
14. 刈米達夫（1948年 - 1952年）
15. 慶松勝左衛門（1952年 - 1954年）
16. 緒方章（1954年）
17. 高野一夫（1955年 - 1965年）
18. 武田孝三郎（1965年 - 1970年）
19. 石館守三（1970年 - 1982年）
20. 高木敬次郎（1982年 - 1994年）
21. 吉矢佑（1994年 - 1998年）
22. 佐谷圭一（1998年 - 2002年）
23. 中西敏夫（2002年 - 2008年）
24. 児玉孝（2008年 - 2014年）
25. 山本信夫（2014年 -2024年 ）
26. 岩月進（2024年 - ）

## 他の薬剤師会
日本薬剤師会と別団体で以下のような薬剤師会がある。
- 日本病院薬剤師会
- JACDS勤務薬剤師会
- 日本女性薬剤師会